# BLESS (風男塾の曲)
「BLESS」（ブレス）は、2022年2月8日に発売された風男塾の29thシングル。

## 概要
メンバーは、紅竜真咲、神那橙摩、偉舞喜雅、柚希関汰、英城凛空、葉崎アラン。
紅竜真咲にとってはラストシングル。
ミュージックビデオでは風男塾初となる本格アクションに挑戦。

## 収録曲
テイチクレコード公式サイト内の紹介ページによる。

### 初回限定盤A
［CD］
1. BLESS
  - 作詞：小倉しんこう　/ 作曲：長谷川大介　/ 編曲:成田忍
2. マリー・ユー!
  - 作詞：高木誠司　/ 作曲：高木誠司・高慶 "CO-K" 卓史　/ 編曲：高慶 "CO-K" 卓史

［DVD］
「BLESS」Music Video

「BLESS」Music Video Making

### 初回限定盤B
［CD］
1. BLESS
2. マリー・ユー!

［DVD］
「紅竜真咲イケメンクエスト」

### 通常盤
［CD］
1. BLESS
2. マリー・ユー!
3. ハピスク
  - 作詞：Co.慶応　/ 作曲：Co.慶応・道場秀三郎　/ 編曲：道場秀三郎
4. BLESS（Instrumental）
5. マリー・ユー!（Instrumental）
6. ハピスク（Instrumental）